# 무역위원회
무역위원회(貿易委員會, Korea Trade Commission ; KTC)는 덤핑수입 및 외국 정부로부터 보조금을 지급받은 물품의 수입 또는 특정물품의 수입급증 등으로 대한민국 국내산업이 피해를 입거나 입을 우려가 있을 경우 이를 조사·판정하기 위하여 설립된 대한민국 산업통상자원부 소속의 행정기관(무역위원회)이다. 위원장(차관급) 1인, 상임위원 1인, 비상임위원 7인 등 총9인의 위원으로 구성된다. 위원장 및 위원은 산업통상자원부 장관의 제청으로 대통령이 임명하고, 임기는 3년이며, 연임할 수 있다. 세종특별자치시 한누리대로 402 정부세종청사 13동에 위치하고 있다.

## 설립 근거
- 불공정무역행위 조사 및 산업피해구제에 관한 법률[1]
  - 무역위원회직제[2]

## 연혁
- 1986년 12월 대외무역법 제정
- 1987년 7월 무역위원회 설립 대외무역법 제38조 규정에 의거 설립(상공부 소속 위원장 1명ㆍ위원 4명ㆍ직원 8명의 조직)
- 1989년 12월 합의체 행정기관으로 탈바끰 -덤핑방지관세 및 상계관세제도와 관련된 산업피해의 조사ㆍ판정업무 기능 추가
- 1990년 4월 무역조사실 신설 -무역위원 정원이 위원장 포함 5명에서 9명으로 증원. 사무국 조직 4개과 50명으로 무역조사실 신설
- 1993년 12월 반덤핑제도 대폭 정비 -덤핑방지관세 부과신청의 접수 및 조사개시 여부의 결정업무를 재무부에서 무역위원회로 이관
- 1995년 1월 덤핑률 조사업무 추가와 조사기능 강화 -관세청에서 담당하던 덤핑률 조사업무를 무역위원회에 이관. 무역조사실에 가격조사과 신설
- 1999년 5월 정부조직감축 및 기능 조정 -산업피해조사1과와 2과를 산업피해조사과로 통합
- 2001년 1월 “불공정무역행위조사 및 산업피해구제에 관한 법률” 제정으로 조사·시정조치 기능 등을 강화
- 2006년 2월 효율적인 무역구제체계 구축 “불공정무역행위조사 및 산업피해구제에 관한 법률” 에 의거 무역구제진흥사업 근거 마련
- 2008년 2월 소속기관 변경 -정부조직 개편에 따라 산업자원부에서 지식경제부로 소속기관 변경
- 2011년 10월 무역구제제도 범시민 참여 확대 -매년 무역구제경연대회를 개최, 무역구제제도를 체험
- 2012년 7월 무역위원회 25주년 기념행사 -위원회 발전방안 워크샵, 언론홍보, 역대위원장 초청만찬회 등
- 2013년 3월 소속기관 변경 -정부조칙개편에 따라 지식경제부에서 산업통상자원부로 소속변경
- 2013년 12월 청사이전 -정부세종청사로 이전(세종특별자치시 한누리대로 402)

## 조직

### 비상임위원(7인)

#### 무역조사실
- 무역구제정책과
- 산업피해조사과
- 덤핑조사팀과
- 불공정무역조사과

## 같이 보기
- 세계무역기구
- 한국무역협회
- 한국무역보험공사
- 대한무역투자진흥공사
- 전기위원회